# Riu Suceava
El riu Suceava - (ucraïnès) Сучава (Sutxava) - és un riu que discorre per Ucraïna i per l'est de Romania, tributari del curs alt del Siret, que alhora és afluent del Danubi. Té una llargària de 170 km i una conca de 3.800 km².
El Suceava neix al massís de Lucina, a Bukovina, prop de la frontera entre Ucraïna i Romania. Discorre primer en direcció est, i després gira cap al sud-est, arribant a la ciutat de Suceava. Després de 170 km de recorregut, s'uneix al riu Siret prop de la ciutat de Liteni, a 21 km al sud-est de Suceava.